# Nati nel 1631
| Questa pagina contiene informazioni ricavate automaticamente dalle voci biografiche con l'ausilio del template Bio e di un bot. L'aggiornamento è periodico e automatico e ricostruisce completamente la pagina. Se manca una persona in questa lista, sei pregato di non aggiungerla, ma accertati piuttosto che la sua voce biografica contenga il template Bio e che i dati anagrafici siano correttamente compilati. Se il template Bio manca, inseriscilo tu stesso o, in alternativa, metti l'avviso {{tmp\|Bio}} che ne segnala la mancanza. Se i dati riportati sono sbagliati, correggi direttamente la voce biografica; le modifiche saranno visibili in questa lista entro pochi giorni. Per chiarimenti vedi il progetto biografie. La lista contiene solo le 78 persone che sono citate nell'enciclopedia e per le quali è stato implementato correttamente il template Bio. Pagina aggiornata al 18 ago 2025. |

## Gennaio(4)
- 6 gennaio - Anne Hamilton, III duchessa di Hamilton, nobildonna scozzese († 1716)
- 17 gennaio - François Vatel, cuoco e pasticciere francese († 1671)
- 28 gennaio - Arthur Capell, I conte di Essex, nobile inglese († 1683)
- 29 gennaio - Francesco Marino I Caracciolo, militare e principe italiano († 1674)

## Febbraio(2)
- 10 febbraio - Luisa di Anhalt-Dessau, nobildonna tedesca († 1680)
- 16 febbraio - Fortunato Ilario Carafa della Spina, cardinale e vescovo cattolico italiano († 1697)

## Marzo(4)
- 3 marzo - Francesco Picarelli, vescovo cattolico italiano († 1708)
- 3 marzo - Enrico Vialardi di Villanova, vescovo cattolico italiano († 1711)
- 11 marzo - Gabriele Filippucci, cardinale italiano († 1706)
- 30 marzo - Alessandro II Pico della Mirandola, nobile e militare italiano († 1691)

## Aprile(4)
- 13 aprile - Laurenz Tanner, politico svizzero († 1701)
- 15 aprile - Piero Bonsi, cardinale e ambasciatore italiano († 1703)
- 21 aprile - Francesco Maidalchini, cardinale italiano († 1700)
- 21 aprile - Conrad Zellweger, politico svizzero († 1695)

## Maggio(3)
- 2 maggio - John Murray, I marchese di Atholl, politico scozzese († 1703)
- 10 maggio - Flavio Chigi, cardinale italiano († 1693)
- 18 maggio - Stanisław Papczyński, religioso polacco († 1701)

## Giugno(5)
- 8 giugno - Alonso Enríquez de Santo Tomás, religioso, teologo e vescovo cattolico spagnolo († 1692)
- 9 giugno - Carlo II Cybo-Malaspina, sovrano italiano († 1710)
- 12 giugno - Ercole Domenico Monanni, vescovo cattolico italiano († 1710)
- 22 giugno - Francis Rombouts, politico belga († 1691)
- 26 giugno - Vincenzo Albrici, compositore e organista italiano († 1687)

## Luglio(1)
- 15 luglio - Richard Cumberland, filosofo, scrittore e teologo inglese († 1718)

## Agosto(6)
- 5 agosto - Adam Adamandy Kochański, matematico polacco († 1700)
- 19 agosto - Maffeo Barberini, II principe di Palestrina, nobile italiano († 1685)
- 19 agosto - John Dryden, poeta, drammaturgo e critico letterario inglese († 1700)
- 24 agosto - Philip Henry, religioso britannico († 1696)
- 29 agosto - Enrico Noris, storico e cardinale italiano († 1704)
- 31 agosto - Giovanni Maria Bertolo, giurista italiano († 1707)

## Settembre(5)
- 6 settembre - Charles Porter, politico irlandese († 1696)
- 9 settembre - Fortunato Vinaccesi, scienziato italiano († 1713)
- 23 settembre - Antonio Perez della Lastra, vescovo cattolico spagnolo († 1700)
- 26 settembre - Giovanni Battista Bianchi, architetto e scultore italiano († 1687)
- 29 settembre - Johann Heinrich Roos, pittore tedesco († 1685)

## Ottobre(8)
- 1º ottobre - Toussaint de Forbin-Janson, cardinale e vescovo cattolico francese († 1713)
- 3 ottobre - Sebastian Anton Scherer, compositore e organista tedesco († 1712)
- 4 ottobre - Benjamin von Block, pittore tedesco († 1689)
- 6 ottobre - Emmanuele di Anhalt-Köthen, nobile tedesco († 1670)
- 13 ottobre - Michael Oswald von Thun-Hohenstein, conte e funzionario boemo († 1694)
- 14 ottobre - Gaudenzio Brunacci, medico e letterato italiano († 1669)
- 26 ottobre - Leopold Karl von Kollonitsch, arcivescovo cattolico e cardinale tedesco († 1707)
- 30 ottobre - Pierre Beauchamp, danzatore, coreografo e musicista francese († 1705)

## Novembre(5)
- 4 novembre - Maria Enrichetta Stuart, principessa britannica († 1660)
- 16 novembre - Enea Silvio Caprara, generale austriaco († 1701)
- 17 novembre - Marco d'Aviano, francescano e presbitero italiano († 1699)
- 26 novembre - Simone Mastacchi, fantino italiano († 1676)
- 28 novembre - Abraham Brueghel, pittore fiammingo († 1697)

## Dicembre(6)
- 6 dicembre - Antonio Zanchi, pittore italiano († 1722)
- 10 dicembre - Jean-Baptiste de Champaigne, pittore e decoratore francese († 1681)
- 10 dicembre - Francesco Lana de Terzi, gesuita, matematico e naturalista italiano († 1687)
- 14 dicembre - Anne Conway, filosofa inglese († 1679)
- 24 dicembre - Bernardo Gustavo di Baden-Durlach, militare, abate e cardinale tedesco († 1677)
- 30 dicembre - Henry Fairfax, IV lord Fairfax di Cameron, nobile scozzese († 1688)

## Senza giorno specificato(25)
- Edward Petre, gesuita inglese († 1699)
- Ludolf Bakhuizen, pittore olandese († 1708)
- Ippolito Centurione, nobile e corsaro italiano († 1685)
- Egidio Colonna di Sciarra, III principe di Carbognano, nobile italiano († 1686)
- Giovan Giacomo Corniani, funzionario e diplomatico italiano († 1707)
- Pompeo Ghitti, pittore italiano († 1703)
- Filippo Giannetto, pittore italiano († 1702)
- Nicola Gliri, pittore italiano
- Johann Gottfried Gregori, drammaturgo e religioso tedesco († 1675)
- Cornelis de Heem, pittore olandese († 1695)
- Edmund Hickeringill, religioso e militare inglese († 1708)
- Nicolas Lebègue, compositore, organista e clavicembalista francese († 1702)
- Richard Lower, medico britannico († 1691)
- Antonio Annibale Nasini, pittore italiano († 1668)
- Andries Pels, drammaturgo e poeta olandese († 1681)
- Nicolas Perelle, incisore e pittore francese († 1695)
- Sebastiano Perissi, vescovo cattolico italiano († 1701)
- Carlo Gregorio Rosignoli, gesuita e predicatore italiano († 1707)
- Agostino Saluzzo, doge († 1700)
- Selim I Giray († 1704)
- Peder Syv, filologo danese († 1702)
- Marco Vitale, avvocato italiano († 1647)
- John Washington, militare e politico inglese († 1677)
- Mulay al-Rashid, sultano marocchino († 1672)
- Maddalena Sibilla di Holstein-Gottorp, nobile tedesca († 1719)